# Dasychira loxogramma
Dasychira loxogramma är en fjärilsart som beskrevs av Erich Martin Hering 1926. Dasychira loxogramma ingår i släktet Dasychira och familjen tofsspinnare. Inga underarter finns listade i Catalogue of Life.